# Algebra przemienna

wykres z dzielnikiem zerowym

Algebra przemienna – dział algebry badający własności pierścieni przemiennych i związanych z nimi obiektów (ideałów, modułów, waluacji itp.).

## Najważniejsze działy algebry przemiennej[2]
1. Moduły płaskie
2. Lokalizacja
3. Gradacje, filtracje i topologie
4. Ideały pierwsze i rozkład prymarny
5. Elementy całkowite
6. Waluacje
7. Dywizory

## Historia algebry przemiennej
Algebra przemienna wyrosła z problemów teorii liczb i geometrii algebraicznej. Problemy te dotyczyły początkowo arytmetyki konkretnych pierścieni. Podstawowym obiektem teorii liczb jest pierścień liczb całkowitych {\displaystyle \mathbb {Z} ,} w którym podstawowym prawem arytmetyki jest fakt, że każda liczba całkowita rozkłada się jednoznacznie na iloczyn liczb pierwszych. Pierre de Fermat przypuszczalnie sądził przy okazji rozważań nad tak zwanym wielkim twierdzeniem Fermata, że tę własność jednoznaczności rozkładu na elementy pierwsze mają również pierścienie {\displaystyle \mathbb {Z} (\zeta ),} gdzie {\displaystyle \zeta \neq 1} jest pierwiastkiem stopnia pierwszego z 1. Nie jest to jednak własność zawsze prawdziwa. Dlatego następne pokolenie matematyków pogłębiała badania. Pierwszym matematykiem, który sformułował program badawczy w sposób zbliżony do obecnego był Joseph Louis Lagrange. Następnie Leonhard Euler, a także Carl Friedrich Gauss wykazali prawdziwość wielkiego twierdzenia Fermata dla {\displaystyle p=3.}
W latach 30. XIX wieku Gauss i Kummer odkryli związek niektórych problemów teorii liczb z arytmetyką rozszerzeń kwadratowych i rozszerzeń podziału koła. Rozszerzeniu klasycznych wyników na pierścienie liczb algebraicznych przeszkadzał jednak brak jednoznaczności rozkładu na czynniki nierozkładalne. Kummer zauważył wtedy, że jednoznaczność w pierścieniach podziału koła zostanie zachowana, jeśli do zwykłych liczb zostaną dodane liczby idealne, nazywane obecnie dywizorami. Badania te były kontynuowane przez Leopolda Kroneckera i Richarda Dedekinda. W 1882 roku Dedekind wprowadził pojęcia ideału oraz ideału pierwszego. W ten sposób zostały założone podstawy jednowymiarowej algebry przemiennej.
Równolegle w geometrii algebraicznej formowały się podstawy wielowymiarowej algebry przemiennej. W tamtych czasach badano krzywe na płaszczyźnie zespolonej oraz rozmaitości algebraiczne w {\displaystyle M\subset \mathbb {C} ^{n}} określane jako wspólne miejsca zerowe wielomianów {\displaystyle P_{1},\dots ,P_{k}\in \mathbb {C} [x_{1},\dots ,x_{n}].} Tę samą rozmaitość {\displaystyle M} można określić za pomocą innych wielomianów. Sensowniej jest zatem powiązać rozmaitość algebraiczną z ideałem wielomianów zerujących się na niej. Tę ideę rozwinął w swoich pracach David Hilbert, który udowodnił: twierdzenie Hilberta o zerach, twierdzenie Hilberta o bazie, twierdzenie o syzygiach oraz istnienie wielomianu Hilberta dla ideału jednorodnego w pierścieniu wielomianów.
Nowe kierunki rozwoju otworzyła praca Krulla o pierścieniach lokalnych. Przykładem pierścienia lokalnego jest pierścień kiełków funkcji analitycznych w punkcie rozmaitości zespolonej. Z tematyką tą związane są operacje lokalizacji, uzupełnienia i przejścia do pierścienia Gentzena. Krull rozwinął teorię wymiaru pierścieni lokalnych i wprowadził pojęcie regularnego pierścienia przemiennego. W pierścieniu lokalnym można wprowadzić topologię, co pozwala wprowadzić operację uzupełnienia i porównać własności pierścienia i jego uzupełnienia. W roku 1946 I.S. Cohen opisał strukturę zupełnych pierścieni lokalnych.
Najnowszy rozwój algebry przemiennej jest związany z metodami homologicznymi i teorii kategorii. Sprzyjała temu, pochodząca z czasów Dedekinda i Emmy Noether tendencja do linearyzacji, zgodnie z którą ideały pierścienia rozpatruje się jako przypadek szczególny modułu. Do modułów można stosować konstrukcje algebry liniowej: suma prosta, moduł homomorfizmów, iloczyn tensorowy. Pozwala to na użycie metod algebry homologicznej, powstałej w połowie XX wieku, która jest daleko idącym uogólnieniem teorii syzygii. To z kolei spowodowało zdefiniowanie modułów specjalnej postaci (np. moduł rzutowy, moduł injektywny, moduł płaski).